# 晒北滩瑶族乡
晒北滩瑶族乡，是中华人民共和国湖南省永州市祁阳市下辖的一个乡镇级行政单位。

## 行政区划
晒北滩瑶族乡下辖以下地区：
晒北滩村、史家坪村、枧下村、大沅里村、碧江口村、三叉岭村、磨石源村、烟竹山村、小茗洞村、野株源村和高笋塘村。